# العقيدة النظامية في الأركان الإسلامية (كتاب)
العقيدة النظامية في الأركان الإسلامية كتاب في العقيدة الإسلامية وعلم الكلام من تأليف إمام الحرمين أبي المعالي الجويني، وهو آخر مؤلفاته، وقد لاقى الكتاب قبولاً واهتماماً كبيراً عند الأشاعرة. وقد حققه الإمام الكوثري نظراً لموضوعاته الدينية الهامة في العقائد والإلهيات والكلام عن الله وأحكامه ثم في العبودية والنبوات والمعجزات والكرامات وإثبات نبوة الرسول ﷺ ثم عذاب القبر وسؤال الملكين والجنة والنار والصراط والشفاعة، وغيرها من الموضوعات.

## سبب تسمية الكتاب
ترجع تسمية الكتاب بهذا الاسم نسبة إلى الوزير "نظام الملك"، ولهذا سمّاه الجويني بالنظامية، والوزير نظام الملك أشعري المعتقد، قال عنه الحافظ الذهبي بعد أن أثنى عليه: «وكان شافعيا أشعريا.» وهذا الكتاب جزء من مصنف كبير للإمام الجويني، اسمه «الرسالة النظامية في الأركان الإسلامية» ويعرف أيضا بالنظامي، ويحتوي على العقيدة وأحكام الصلاة والصيام والزكاة والحج، وقد فصل أبو بكر بن العربي قسم العقيدة عن باقي الأقسام وجعلها في كتاب مستقل سماه «العقيدة النظامية»، لأن باقي الكتاب في أحكام الفقه[ ؟ ] على المذهب الشافعي، وهذا ما صرح به القاضي أبو بكر بن العربي في النسخة المخطوطة التي رواها عن الغزالي عن المؤلف نفسه، فقال عن سبب فصله مباحث العقيدة عن مباحث الأحكام: «تركت باقي الكتاب لأنه على المذهب الشافعي رضي الله عنه.»

## مقدمة الكتاب
يقول الدكتور محمد الزحيلي شقيق الشيخ وهبة الزحيلي في كتابه «إمام الحرمين، الإمام الجويني» في تعريفه بكتاب العقيدة النظامية: «بيّن الشيخ الكوثري رحمه الله في المقدمة (أي مقدمة كتاب العقيدة النظامية) فضل علم أصول الدين وعلم الكلام وشرفه وجدواه لأن معلومه يتعلق بالإيمان واليقين، وصون عقائد المسلمين من الشكوك، مبيناً منهج السلف فيه «الاقتصاد في المعقول والاقتصار على ما في الكتاب والسنة من الأدلة جرياً مع حاجة الزمن»، ولما استفحل شر الفتن، واتسعت الفتوحات وكثر الاتصال بأرباب الأديان والنحل وصنوف أهل الأهواء والملل، أوجب ذلك الرد على أهوائهم «بطرق عقلية يعترفون بها، ويخضعون لأحكامها» وهو ما فعله الخلف في هذا العلم، وليس ذلك تطوراً في عقيدة الإسلام أصلاً في صميمها، لكنه تطور في طريق الدفاع عنها، ثم بيّن الكوثري مكانة إمام الحرمين في هذا المضمار، وأن له القدْحُ المعلّى فيه، وأن مؤلفاته همزة وصل بين منهج السلف[ ؟ ] والخلف.»

## مضمون الكتاب
يبحث الجويني في هذا الكتاب ما يجب لله من صفات، كما تصدى للمعتزلة في موضوع صفة كلام الله التي هي عند أهل السنة صفة ذاتية أزلية من صفاته تعالى، ثم انتقل بعد ذلك إلى الكلام في مسألة رؤية الله بالنسبة للمؤمنين في الجنة حيث التزم بما قرره الأشاعرة، وهي عنده جائزة وقد أجمعت الأمة الإسلامية على جواز ذلك من غير تشبيه أو تعطيل خلافا للمعتزلة الذين أنكروا الرؤية، كما خصص فصلا للوحدانية ثم عقد بابا مطولا لبحث مسألة خلق أفعال العباد وهو بعنوان العبودية، ثم تكلم عن إثبات النبوة وإعجاز القرآن وعن الإيمان وختم الكتاب بفصل في أحكام التوبة وماهيتها وشروطها ووجوبها.

### الباب الأول
وفيه القول في حدث العالم: وهو وإن كان مندرجا تحت الباب إلا أن الجويني اعتبره تمهيدا لما يلي ذكره من قواعد الدين. وفي هذا التمهيد انطلق الجويني من أن العالم هو كل موجود سوى الله ليثبت أن الله موجود قبل العالم، فالله قديم والعالم حادث، واستدل على وجود الله تعالى وأنه هو وحده خالق العالم بدليل الحدوث والإمكان.

### الباب الثاني
في الإلهيات؛ ومدارك هذا الباب تؤول إلى الوجوب والاستحالة والجواز، فصدر الجويني الباب بتمهيد أثبت فيه بدليل التسلسل والدور أن الله سبحانه واجب الوجود، لينتقل إلى الكلام في ثلاثة فصول عن المستحيل والواجب والجائز في حقه تعالى:
1. الفصل الأول: الكلام فيما يستحيل في حق الله عز وجل؛ أثبت الجويني أن كل صفة في المخلوقات دل ثبوتها على مخصص يؤثرها ويريدها، ولا يعقل ثبوتها دون ذلك، فهي مستحيلة في حق الإله. قال: «من اطمأن إلى موجود انتهى إليه فكره فهو مشبه، ومن اطمأن إلى النفي المحض فهو معطل، وإن قطع بموجود، واعترف بالعجز عن درك حقيقته فهو موحد.»[8]
2. الفصل الثاني: فيما يجب لله تبارك وتعالى؛ فأثبت القدرة والإرادة والعلم لله بدليل حدوث العالم المفتقر في حدوثه إلى خالق قادر مريد عالم، ومن ثبتت في حقه هذه الصفات وجب أن يكون حيا. قال: «من أحاط بالصفات الجائزة للمخلوقات أرشدته إلى ما يجب لصانعها وبارئها من الصفات.»[9] ثم قرر وجوب كونه تعالى متكلما، وأن كلامه سبحانه ليس بحروف منتظمة، ولا أصوات منقطعة وإنما هو صفة قائمة بذاته ــ تعالى ــ يدل عليها قراءة القرآن كما يدل قول القائل على الوجود الأزلي، ويعتبر المسمى أصوات، والمفهوم منه كلام الله تبارك وتعالى. وأن كلام الله ـ عز وجل ـ مكتوب في المصاحف، مقروء بالألسنة، محفوظ في الصدور ولا يحل الكلام هذه المحال حلول الأعراض في الجواهر، وكلام الباري قائم بذاته وجودا.

وأثبت أيضا أن الله ـ عز وجل ـ سميع بصير، يدرك المبصر والمسموع على الحقيقة، منزه عما تتصف به الحواس والحدق والأصمخة. ثم أوجب القطع بأن الله ـ سبحانه ـ باق، فمن وجب قدمه استحال عدمه. وقد رأى الجويني عدم تأويل ما ورد في الكتاب والسنة من المتشابهات، مع اعتقاد تنزه الباري عن صفات المحدثين، وتفويض معناها إلى الله تعالى.
قال الذهبي في سير أعلام النبلاء في ترجمة الإمام الجويني: «قال أبو المعالي في كتاب "الرسالة النظامية": اختلفت مسالك العلماء في الظواهر التي وردت في الكتاب والسنة، وامتنع على أهل الحق فحواها فرأى بعضهم تأويلها، والتزم ذلك في القرآن، وما يصح من السنن، وذهب أئمة السلف إلى الانكفاف عن التأويل وإجراء الظواهر على مواردها، وتفويض معانيها إلى الرب - تعالى - والذي نرتضيه رأيا، وندين الله به عقدا اتباع سلف الأمة، فالأولى الاتباع، والدليل السمعي القاطع في ذلك أن إجماع الأمة حجة متبعة، وهو مستند معظم الشريعة، وقد درج صحب الرسول - صلى الله عليه وسلم - على ترك التعرض لمعانيها ودرك ما فيها وهم صفوة الإسلام المستقلون بأعباء الشريعة، وكانوا لا يألون جهدا في ضبط قواعد الملة والتواصي بحفظها، وتعليم الناس ما يحتاجون إليه منها، فلو كان تأويل هذه الظواهر مسوغا أو محتوما; لأوشك أن يكون اهتمامهم بها فوق اهتمامهم بفروع الشريعة، فإذا تصرم عصرهم وعصر التابعين على الإضراب عن التأويل; كان ذلك قاطعا بأنه الوجه المتبع، فحق على ذي الدين أن يعتقد تنزه الباري عن صفات المحدثين، ولا يخوض في تأويل المشكلات، ويكل معناها إلى الرب...»
والذي ذكره الإمام الجويني من ترجيح التفويض على التأويل هو أحد مسلكي الأشاعرة مع نصوص المتشابه، وهو ثابت أيضا عن أئمة من السلف.
| العقيدة النظامية في الأركان الإسلامية (كتاب) | للأشاعرة قولان مشهوران في إثبات الصفات، هل تمر على ظاهرها مع اعتقاد التنزيه، أو تئول؟ والقول بالإمرار مع اعتقاد التنزيه هو المعزو إلى السلف، وهو اختيار الإمام في الرسالة النظامية (يقصد إمام الحرمين أبو المعالي الجويني)، وفي مواضع من كلامه، فرجوعه معناه الرجوع عن التأويل إلى التفويض، ولا إنكار في هذا، ولا في مقابله، فإنها مسألة اجتهادية، أعني مسألة التأويل أو التفويض مع اعتقاد التنزيه. إنما المصيبة الكبرى والداهية الدهياء الإمرار على الظاهر، والاعتقاد أنه المراد، وأنه لا يستحيل على الباري، فذلك قول المجسمة عباد الوثن، الذين في قلوبهم زيغ يحملهم الزيغ على اتباع المتشابه، ابتغاء الفتنة، عليهم لعائن اللَّه تترى واحدة بعد أخرى، ما أجرأهم على الكذب، وأقل فهمهم للحقائق. | العقيدة النظامية في الأركان الإسلامية (كتاب) |

1. الفصل الثالث: ما يجوز في أحكام الله تعالى؛ وهو منقسم إلى القول في أفعاله، والقول في جواز رؤيته. وقد قرر الجويني في القسم الأول أن الله تعالى موصوف بالاقتدار على كل ما قضى العقل بجوازه وإمكان حدوثه. وقرر في القسم الثاني أن رؤية الله هي مما لم يحله العقل فالتحق بالجائزات، وخصوصا إذا اعتقد بالنصوص القاطعة في الكتاب والسنة، وقد تقدم فيه الإجماع من سلف الأمة قبل ظهور الآراء واختلاف الأهواء.
2. الفصل الرابع: خصصه المؤلف للكلام عن الوحدانية معتذرا في عدم إدراجه ضمن قسم ما يجب لله، بأن الوحدانية ليست صفة ثابتة، إذ محصولها يؤول إلى نفي من سوى الواحد، كما لم يدرجه ضمن قسم ما يستحيل في حقه سبحانه، لأن الداخل تحت هذا القسم هو ما يستحيل في صفات الإله ولم يلزم فيه ذكر كل محال، كما أن تقدير الثاني المحال ليس متعلقا بصفة الإله الحق.

### الباب الثالث
في العبودية، والصفات المرعية في ثبوت الطلبات التكليفية؛ وفيه الكلام عن أربعة أركان متعلقة بإمكان التكليف وجوازه عقلا:
1. الركن الأول: في قدرة العبد وتأثيرها في مقدورها؛ فقدرة العبد مخلوقة لله تبارك وتعالى باتفاق العالمين بالصانع، والفعل المقدور بالقدرة الحادثة واقع بها قطعا، ولكنه مضاف إلى الله تبارك وتعالى تقديرا وخلقا، وليست القدرة فعلا للعبد، وإنما هي صفته، وهي ملك لله تبارك وتعالى وخلق له. فالقدرة خلق لله ابتداء، ومقدورها مضاف إليه مشيئة وعلما وقضاء وخلقا.
2. الركن الثاني: اشتراط في توجيه التكليف على العبد حضور عقله إذ به يفهم الخطاب، فتكليف من يستحيل أن يفهم الأمر محال.
3. الركن الثالث: يشترط في المأمور به أن يكون ممكنا في نفسه وجودا ووقوعا، فلا يجوز التكليف بجمع الضدين والكون في المكانين في الوقت الواحد.

وهذه الأركان الثلاثة خرجت على أصل واحد هو قاعدة العقيدة: وهو أن العبد مطالب بالجائز دون المستحيل، فإنه مطالب بفعل أو ترك فعل، وكلاهما جائزان، وكما لا يجري على العبد من تقدير بارئه إلا ما يجوز، فكذلك لا يطالبه إلا بما يجوز.
1. الركن الرابع: يتعلق بالثواب والعقاب؛ وحاصله أنه لا يجب على الله شئ، ولا يدرك بالعقول وجوب عليه، فإن أثاب وأنعم فبفضله، وإن عاقب فبعدله، والدليل القاطع فيما ارتضاه أهل الحق أن الوجوب إنما يتحقق في حق من لو فرض منه الواجب لاستحق الذم واللائمة، ولو ليم أو عوقب لناله ضرر، والله ـ تبارك وتعالى ـ يتقدس عن قبول الضر والنفع، ولا يتحقق تفاوت الأفعال في حكمه.

### الباب الرابع
في النبوات؛ والنبوة هي تعريف الله تبارك وتعالى عبدا من عباده أمره أن يبلغ رسالته إلى عباده وهو من الجائزات، وبناء على هذا التقرير ذكر الجويني فصلا في دلالة ثبوت النبوة ووقوعها وهي المعجزة فذكر شرائطها، وخص فصلا في وجوه دلالتها على صدق الرسل، وذكر فصلا في إثبات الكرامات، ثم فصلا في إثبات نبوة النبي محمد ﷺ.

### الباب الخامس
في السمعيات؛ وحاصله أن كل ما نقل عن النبي ﷺ بطرق صحيحة، مرتضاه عند أهل الإثبات، وكان ممكنا غير مستحيل، فإذا كان النقل تواترا، علم قطعا على حد العلم بالسمعيات، وإن نقل آحادا ثبت ذلك المظنون في مأثور الأخبار، وتلقى بالقبول، ولم يعارض بالاستبعاد.
1. الفصل الأول: في إعادة الخلق؛ الإعادة نشأة ثانية وهي في معنى النشأة الأولى قطعا، والله تعالى دل بقدرته على الخلق على قدرته على الإعادة في قوله ـ سبحانه ـ ﴿وضرب لنا مثلا ونسي خلقه قال من يحيي العظام وهي رميم قل يحييها الذي أنشاها أول مرة وهو بكل خلق عليم﴾ [يس: 77-78].
2. الفصل الثاني: في عذاب القبر وسؤال منكر ونكير.
3. الفصل الثالث: في الجنة والنار والميزان.
4. الفصل الرابع: في الشفاعة.
5. الفصل الخامس: في الآجال والأرزاق.
6. الفصل السادس: في الإيمان ومعناه، وذكر مصير المؤمنين ومآلهم من الجنة والنار؛ ومضمونه أربعة أركان؛ الأول: في الإيمان وحقيقته وذكر الفرق بينه وبين الإسلام، والثاني: في ذكر مصير العصاة من أهل الإيمان، والثالث: في زيادة الإيمان ونقصانه، والرابع: في معنى قول سلف الأمة: إنا مؤمنون إن شاء الله عز وجل.
7. الفصل السابع: في التوبة؛ وقد قرر أنها واجبة في حق كل من عصى ربه، وأنه لا يجب على الله قبول التوبة عقلا، ولكن ورد الشرع بقبولها، قال الله تعالى: ﴿وهو الذي يقبل التوبة عن عباده ويعفوا عن السيئات ويعلم ما تفعلون﴾ [الشورى: 23]، وقال النبي ﷺ: «التائب من الذنب كمن لا ذنب له».
8. الفصل الثامن: وهو خاتمة الكتاب وفيه الكلام عن صحة التوبة من الذنب ممن يصر على غيره من الذنوب.